# 丸木末次郎

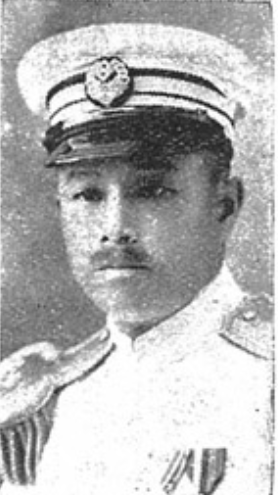
丸木末次郎

丸木 末次郎（まるき すえじろう、1890年〈明治23年〉12月23日 - 1960年〈昭和35年〉11月4日）は、大正から昭和時代前期の台湾総督府官僚。

## 経歴
鹿児島県出水郡出水町（現出水市）に生まれる。1908年（明治41年）台湾総督府に奉職し、通信局勤務、土木局庶務課勤務、総督官房会計課勤務を経て、1936年（昭和11年）12月に地方理事官に進み、台南市助役となった。その後は、台北州羅東郡守、同州基隆郡守を経て、1942年（昭和17年）4月に退官し、皇民奉公会中央本部主事に就任した。
戦後は、日本基督教団阿久根伝道所長老となった。